# Premios World Rugby

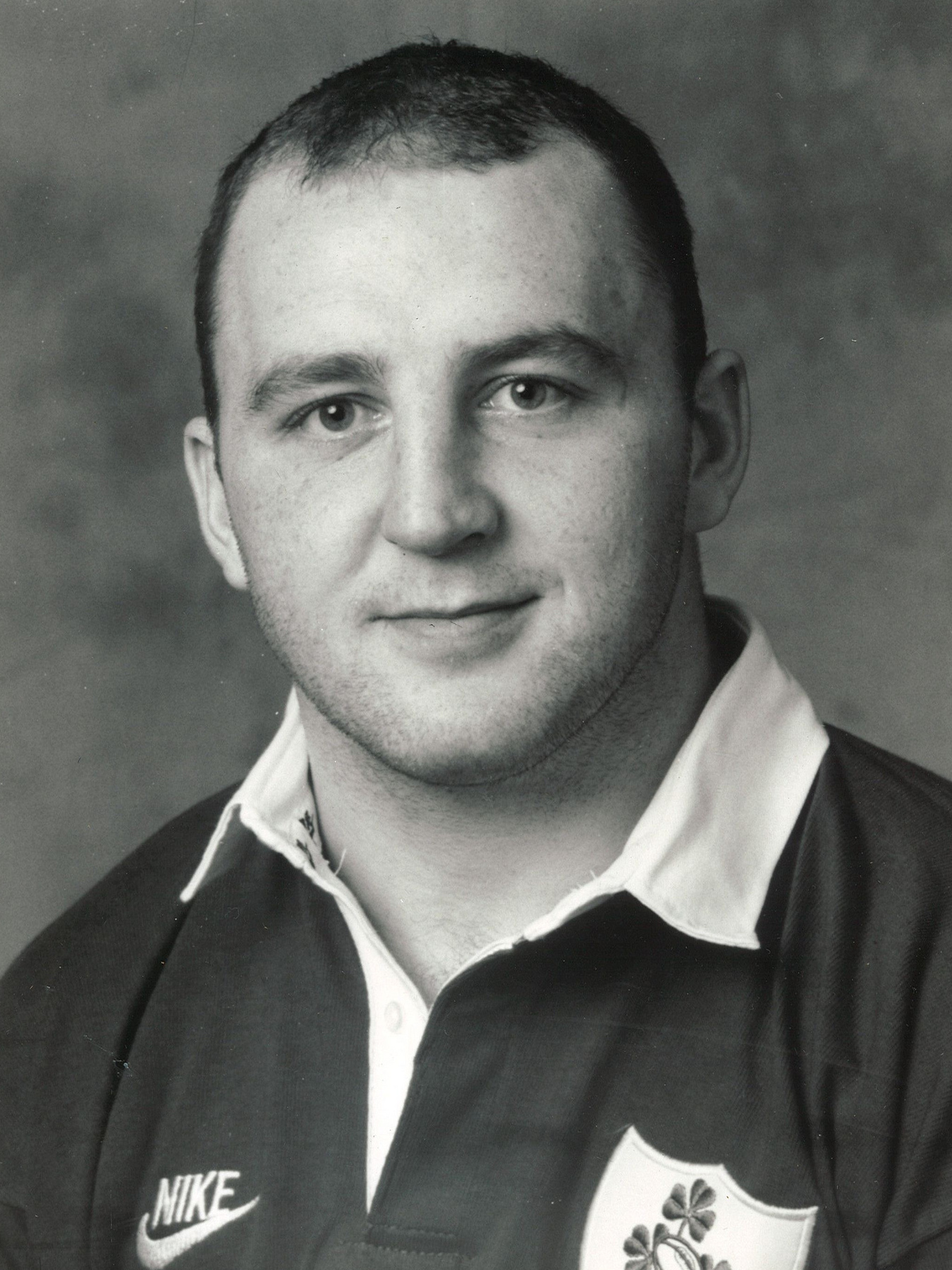
Wood, primer ganador.

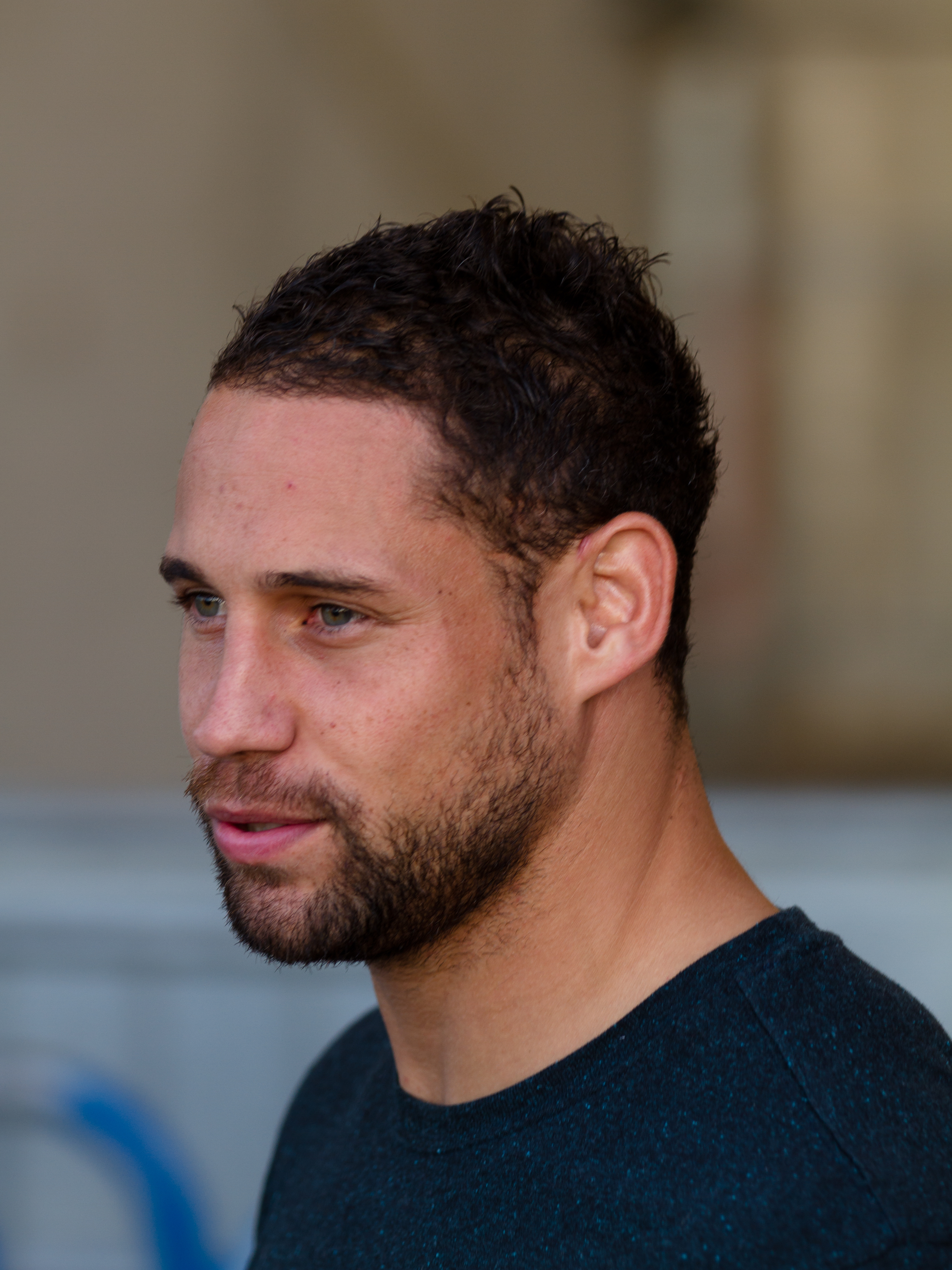
McAlister, promesa de 2002.

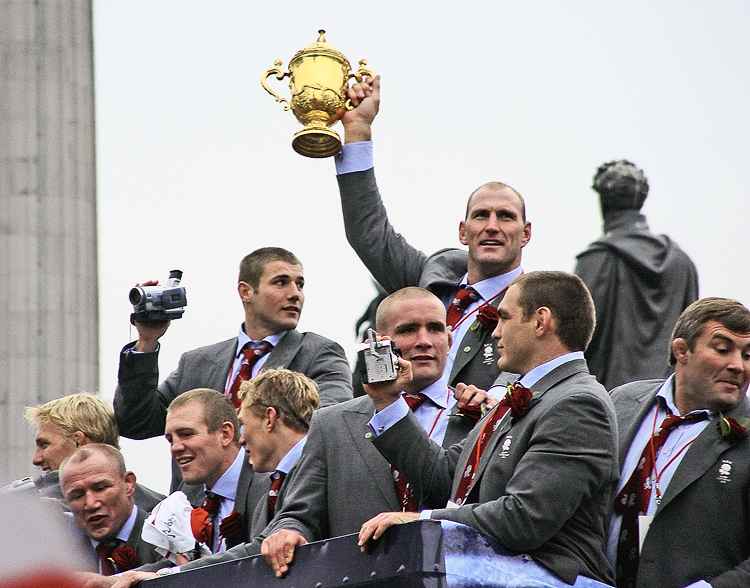
La Rosa, ganador en 2003.

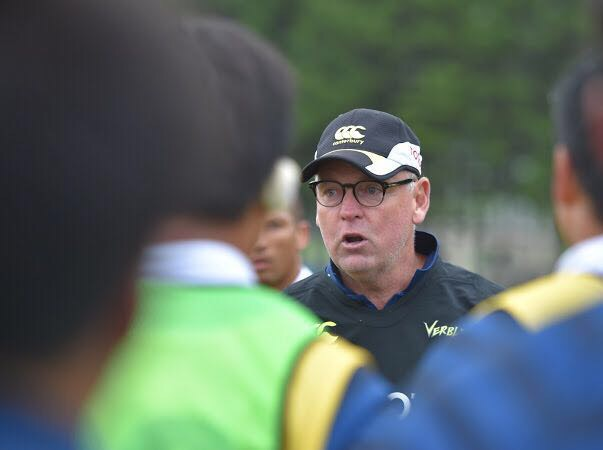
White ganó dos veces, entrenador.

Nueva Zelanda ganó en 2005 al vencer a los Lions.

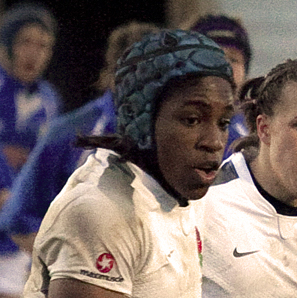
Alphonsi, jugadora de 2006.

Los Premios World Rugby (oficialmente World Rugby Awards en inglés) es la gala anual organizada por la World Rugby donde se premia el desempeño, se reconoce el logro y se rinde homenaje a las personalidades del rugby masculino y femenino. Se celebran desde 2001.
Entre los galardones se destacan el Entrenador del Año, el mejor try de la temporada, el Equipo del Año y los más esperados: Mejor jugador y jugadora. Finalmente, el honor más importante que puede tener un rugbista, el ingreso de nuevos miembros al Salón de la Fama.

## Historia
Luego de más de un lustro de profesionalismo (la financiación llegó a Europa en 1995 y al hemisferio sur en 1996), el máximo órgano rector (WR) decidió asumir la premiación de los actores del rugby mundial. Hasta entonces lo hacía la revista francesa Midi Olympique.
Algunos de los galardones más importantes nunca fueron regulares, como la Mejor Jugadora del Año que no adquirió anualidad sino hasta 2014. Anteriormente solo se otorgó tres veces en los años 2000 y en 2010.
Se premia al Mejor jugador Joven, este no puede superar los 21 años y se le llama simplemente Promesa. Existe conflicto porque jamás se le entregó a una mujer.

## 2001
Los Wallabies (Australia), triunfadores de la visita de los Lions y campeones de forma consecutiva del Torneo de las Tres Naciones, fueron nombrados el mejor equipo y su entrenador Rod Macqueen: ganó el respectivo título.
El hooker y capitán de Irlanda de 29 años: Keith Wood y la apertura de Inglaterra de 25 años: Shelley Rae, fueron los mejores jugadores. Además, se distinguió al back galés de 19 años Gavin Henson como la mejor promesa.

## 2002
La selección masculina de Francia se alzó como mejor equipo, tras vencer a todos sus rivales para ganar el Torneo de las Seis Naciones y lograr el honorífico Grand Slam. Mismo performance obtuvo su entrenador Bernard Laporte.
Una de las mayores curiosidades del premio sucedió en aquella edición, cuando los mejores jugadores fueron veteranos: el medio scrum francés de 33 años Fabien Galthié y la back neozelandesa de 36 años Monique Hirovanaa. La promesa recayó sobre el talentosísimo centro kiwi de 19 años: Luke McAlister.

## 2003
En la primera edición de Copa del Mundo, aquellos títulos se hicieron indiscutibles. Inglaterra fue el mejor equipo y su entrenador Clive Woodward también ganó.
Por primera vez no se premió a la mejor jugadora, volvería recién en 2005 y el apertura inglés de 24 años Jonny Wilkinson venció. Como promesa se eligió al centro neozelandés de 20 años: Ben Atiga.

## 2004
Los Springboks ganaron, luego de seis años, el poderoso Torneo de las Tres Naciones y recibieron el premio. Su técnico, Jake White, repitió la costumbre equipo–entrenador.
El fuerte ala sudafricano de 21 años Schalk Burger fue el mejor del año y curiosamente la promesa, el octavo kiwi Jerome Kaino, tenía la misma edad.
El exhooker irlandés y leyenda Ronnie Dawson, recibió el premio Espíritu del Rugby por su destacada carrera. En aquel entonces el Salón de la Fama del Rugby no dependía de WR.

## 2005
Por la espléndida victoria en la serie contra los Lions y por primera vez, los All Blacks se alzó con el galardón. Lo acompañaron su entrenador Graham Henry y su apertura estrella de 23 años, Dan Carter.
Tras un año sin premiación, la hooker y leyenda kiwi de 33 años Farah Palmer fue nombrada Mejor Jugadora. Su compatriota, el fullback de 19 años Isaia Toeava, ganó en Promesa.
El francés Jean-Pierre Rives, recibió el premio Espíritu del Rugby por su destacada carrera. Un año después se creó el World Rugby Salón de la Fama para reconocer a los jugadores estrellas retirados.

## 2006
Nueva Zelanda y su entrenador repitieron el triunfo, al que se les sumó su capitán; el ala de 25 años Richie McCaw.
Maggie Alphonsi, ala inglesa de 32 años que resultó subcampeona mundial, se alzó como la mejor. La promesa cayó en el apertura francés de 21 años, Lionel Beauxis.
El creador del rugby: William Webb Ellis y la institución donde lo hizo: la Rugby School, ingresaron al Salón de la Fama en la primera introducción. La investidura del primero provocó que los espectadores se levanten de sus asientos y aplaudieran más de un minuto.

## 2007

### WR Jugador del Año
Bryan Habana

### WR Equipo del Año
Sudáfrica

### WR Entrenador del Año
Jake White

### WR Jugador Joven del Año
Robbie Fruean

### WR Jugadora del Año
?

## 2008

### WR Jugador del Año
Shane Williams

### WR Equipo del Año
Nueva Zelanda

### WR Entrenador del Año
Graham Henry

### WR Jugador Joven del Año
Luke Braid

### WR Jugadora del Año
?

## 2009

### WR Jugador del Año
Richie McCaw

### WR Equipo del Año
Sudáfrica

### WR Entrenador del Año
Declan Kidney

### WR Jugador Joven del Año
Aaron Cruden

### WR Jugadora del Año
Debby Hodgkinson

## 2010

### WR Jugador del Año
Richie McCaw

### WR Equipo del Año
Nueva Zelanda

### WR Entrenador del Año
Graham Henry

### WR Jugador Joven del Año
Julian Savea

### WR Jugadora del Año
Carla Hohepa

## 2011

### WR Jugador del Año
Thierry Dusautoir

### WR Equipo del Año
Nueva Zelanda

### WR Entrenador del Año
Graham Henry

### WR Jugador Joven del Año
George Ford

### WR Jugadora del Año
?

## 2012

### WR Jugador del Año
Dan Carter

### WR Equipo del Año
Nueva Zelanda

### WR Entrenador del Año
Steve Hansen

### WR Jugador Joven del Año
Jan Serfontein

### WR Jugadora del Año
Linsday Hilton

## 2013

### WR Jugador del Año
Kieran Read

### WR Equipo del Año
Nueva Zelanda

### WR Entrenador del Año
Steve Hansen

### WR Jugador Joven del Año
Handré Pollard

### WR Jugadora del Año
Kayla McAlister

## 2014

### WR Jugador del Año
Brodie Retallick

### WR Equipo del Año
Nueva Zelanda

### WR Entrenador del Año
Steve Hansen

### WR Jugador Joven del Año
Handré Pollard

### WR Jugadora del Año
Magali Harvey

## 2015

### WR Jugador del Año
Dan Carter

### WR Equipo del Año
Nueva Zelanda

### WR Entrenador del Año
Michael Cheika

### WR Jugador Joven del Año
Nehe Milner-Skudder

### WR Jugadora del Año
Kendra Cocksedge

## 2016
La gala se realizó el 13 de noviembre de 2016.

### WR Jugador del Año
Beauden Barrett

### WR Equipo del Año
Nueva Zelanda

### WR Entrenador del Año
Steve Hansen

### WR Jugador Joven del Año
Maro Itoje

### WR Jugadora del Año
Sarah Hunter

## 2017

### WR jugador del año
Beauden Barrett

### WR equipo del año
Selección femenina de rugby de Nueva Zelanda

### WR entrenador del año
Eddie Jones

### WR revelación del año
Rieko Ioane

### WR jugadora del año
Portia Woodman

## 2018

### WR jugador del año
Jonathan Sexton

### WR equipo del año
Irlanda

### WR entrenador del año
Joe Schmidt

### WR revelación del año
Aphiwe Dyantyi

### WR jugadora del año
Jessy Trémoulière

## 2019

### WR jugador del año
Pieter-Steph du Toit

### WR equipo del año
Sudáfrica

### WR entrenador del año
Rassie Erasmus

### WR revelación del año
Romain Ntamack

### WR jugadora del año
Emily Scarratt

## 2020
Fan Awards
- Men’s 15s Player of the Decade - Richie McCaw
- Women’s 15s Player of the Decade - Jessy Trémoulière
- Men’s Sevens Player of the Decade - Jerry Tuwai
- Women’s Sevens Player of the Decade - Portia Woodman
- IRP Men’s 15s Try of the Decade - Jamie Heaslip
- IRP Women’s 15s Try of the Decade - Portia Woodman

World Rugby Awards Panel Choice
- Women’s 15s Team of the Decade

1. Rochelle Clark
2. Fiao’o Fa'amausili
3. Sophie Hemming
4. Eloise Blackwell
5. Tamara Taylor
6. Linda Itunu
7. Maggie Alphonsi
8. Safi N’Diaye
9. Kendra Cocksedge
10. Katy Daley-McLean
11. Portia Woodman
12. Kelly Brazier
13. Emily Scarratt
14. Lydia Thompson
15. Danielle Waterman

- Men’s 15s Team of the Decade

1. Tendai Mtawarira
2. Bismarck du Plessis
3. Owen Franks
4. Brodie Retallick
5. Sam Whitelock
6. David Pocock
7. Richie McCaw
8. Sergio Parisse
9. Conor Murray
10. Dan Carter
11. Bryan Habana
12. Ma’a Nonu
13. Brian O’Driscoll
14. George North
15. Ben Smith

Celebrating Rugby's Heroes of COVID-19
Debido a los efectos del COVID-19, los miembros de la familia del rugby hicieron todo lo posible para ayudar.
- Maxime Mbanda[3]
- Sarah Hunter[4]
- Tapfuma Parirenyatwa[5]
- New Zealand Rugby players[6]
- Canada sevens players[7]
- James Acker[8]
- Springboks players[9]
- Tess Feury[10]
- Bakary Meité[11]
- Shailen Tudu[12]
- Jamie Roberts[13]

## 2021
- World Rugby Men's 15s Player of the Year: Antoine Dupont
- World Rugby Women’s 15s Player of the Year: Zoe Aldcroft
- World Rugby Men’s Sevens Player of the Year: Marcos Moneta
- World Rugby Women's Sevens Player of the Year: Anne-Cécile Ciofani
- Vernon Pugh Award for Distinguished Service: Jacques Laurans
- World Rugby Coach of the Year: Simon Middleton
- World Rugby Breakthrough Player of the Year: Will Jordan
- International Rugby Players Men's Try of the Year: Damian Penaud
- International Rugby Players Women's Try of the Year: Emilie Boulard
- World Rugby Referee Award: Andrew Cole

- World Rugby Women's 15s Dream Team of the Year

1. Annaëlle Deshayes
2. Agathe Sochat
3. Sarah Bern
4. Safi N’Diaye
5. Abbie Ward
6. Zoe Aldcroft
7. Karen Paquin
8. Poppy Cleall
9. Laure Sansus
10. Caroline Drouin
11. Abigail Dow
12. Beatrice Rigoni
13. Stacey Fluhler
14. Caroline Boujard
15. Jasmine Joyce

- World Rugby Men's 15s Dream Team of the Year

1. Wyn Jones
2. Malcolm Marx
3. Tadhg Furlong
4. Maro Itoje
5. Eben Etzebeth
6. Siya Kolisi
7. Michael Hooper
8. Ardie Savea
9. Antoine Dupont
10. Beauden Barrett
11. Makazole Mapimpi
12. Samu Kerevi
13. Lukhanyo Am
14. Will Jordan
15. Stuart Hogg